# Stenopogon languidus
Stenopogon languidus är en tvåvingeart som beskrevs av Hradsky 1962. Stenopogon languidus ingår i släktet Stenopogon och familjen rovflugor.
Artens utbredningsområde är Afghanistan. Inga underarter finns listade i Catalogue of Life.